# هیکوشیما
هیکوشیما، هیکی‌شیما (به ژاپنی: 彦島 Hikoshima) یک جزیره در جنوب شرقی هونشو در ژاپن است.